# CHa-34
CHa-34 — мисливець за підводними човнами Імперського флоту Японії, який взяв участь у Другій світовій війні.
CHa-34 належав до серії допоміжних мисливців, споруджених з використанням можливостей малих суднобудівних підприємств. Ці кораблі мали дерев'яний корпус та при зникненні зацікавленості у них зі сторони збройних сил мали бути перетворені на риболовецькі судна.
Спорудження корпусу CHa-34 здійснили на верфі в Ічікаві (Ichikawa), а його оснащення озброєнням провели на верфі ВМФ у Куре.
У вересні 1943-го був включений до 81-го охоронного загону, що діяв у Океанії. В жовтні CHa-34 прослідував на Трук (розташована в центральній частині Каролінських островів головна японська база в Океанії) в загоні С конвою № 3009, який після Сайпану (Маріанські острови) прямував разом з конвоєм № 3014. Далі корабель перейшов до архіпелагу Бісмарка.
Відомо, що 20—21 листопада 1943-го Cha-34 супроводжував на початковій ділянці маршруту конвой № 2202, який на цьому етапі втрати один з транспортів.
19 лютого 1944-го Cha-34 перебував в районі Кавієнгу (друга за значенням японська база в архіпелазі Бісмарка, розташована на північному завершенні острова Нова Ірландія), де був виявлений та потоплений літаками B-25.